# Chicago Shamrocks
Chicago Shamrocks byl americký klub ledního hokeje, který sídlil v Chicagu ve státě Illinois. V letech 1930–1932 působil v profesionální soutěži American Hockey Association. Klub byl založen v roce 1930 podnikatelem Jamesem E. Norrisem, který usiloval se Shamrocks o přihlášení do NHL. Vstup byl ovšem zablokován Chicagem Black Hawks, který se obával o úbytek své základny fanoušků ve městě a okolí. Po odmítnutí zvolil Norris další profesionální soutěž – American Hockey Association (AHA). V ní vydržel po dvě sezóny. V roce 1932 se totiž Detroit Falcons ocitli v bankrotu, čehož Norris využil a sloučil oba týmy pod nový subjekt Detroit Red Wings.

## Umístění v jednotlivých sezonách
Stručný přehled
Zdroj: 
- 1930–1932: American Hockey Association

Jednotlivé ročníky
Zdroj: 
Legenda: Z - zápasy, V - výhry, VP - výhry v prodloužení, R - remízy, P - porážky, PP - porážky v prodloužení, VG - vstřelené góly, OG - obdržené góly, +/- - rozdíl skóre, B - body, KPW - Konference Prince z Walesu, CK - Campbellova konference, ZK - Západní konference, VK - Východní konference, fialové podbarvení - reorganizace, změna skupiny či soutěže
| USA / Kanada (1930 – 1932) |      |        |    |    |    |   |    |    |     |    |     |    |        |                              |
| Sezóny                     | Liga | Úroveň | Z  | V  | VP | R | PP | P  | VG  | OG | +/- | B  | Pozice | Play-off                     |
| 1930/31                    | AHA  | –      | 47 | 24 | –  | 2 | –  | 21 | 118 | 98 | +20 | 48 | 5.     | –                            |
| 1931/32                    | AHA  | –      | 48 | 30 | –  | 5 | –  | 13 | 121 | 72 | +49 | 60 | 1.     | (Vítěz, play-off se nehrálo) |